# Международный морской комитет
Международный морской комитет или ММК (Всемирная ассоциация морского права/ фр. Comité Maritime International, CMI) — международная неправительственная организация со штаб-квартирой в Антверпене (Бельгия), учреждена в 1897 году по инициативе Ассоциации международного права с целью содействия унификации норм морского и торгового права, морских обычаев и практики.

## Общие сведения
Указанная в преамбуле унификация осуществляется путём подготовки проектов международных соглашений, разработки единообразных норм национального законодательства, изучения и обобщения обычаев и практики их применения, поощрения создания национальной ассоциации по морскому праву в различных странах.
Членами данной организации являются 52 ассоциации морского права, Российскую Федерацию представляет Российская ассоциация морского права (RUMLA). Все члены Международного морского комитета уплачивают установленные для них членские взносы.

### Органы ММК
Органами Международного морского комитета являются Ассамблея, Исполнительный и Административный Советы, Президент.
Ассамблея состоит из всех членов комитета и членов Исполнительного Совета. Каждый член комитета и член Консультативного Совета могут быть представлены в ассамблее не более, чем 3 делегатами. Ассамблея собирается ежегодно в установленном Исполнительным Советом месте и в назначенную им дату. Ассамблея может также собираться в любое другое время для указанной цели по требованию Президента/10 членов комитета/Вице-президентов. Уведомление о таких собраниях рассылается за 6 недель.

## История
ММК  был основан после того, как Ассоциация международного права (АМП) ранее не смогла систематизировать международное морское право в целом. Два конгресса по этому вопросу, в Антверпене (в 1885 году) и в Брюсселе (в 1888 году), провалились. АМП всё-таки удалось принять правила Йорк-Антверпен о морских авариях в 1890 году. Однако работа оказалась для АМП слишком обширной, и было решено создать для этого специализированную организацию.
В 1910 году Конвенция по унификации некоторых правил относительно столкновений между судами и Конвенция об унификации некоторых правил, касающихся помощи и спасания на море были первыми договорами, разработанными ММК. Они стали результатом серии Брюссельских конференций по дипломатическому морскому праву, проведённых с 1905 по 1979 год. Из этих конференций также последовали Гаагские правила (1924) и  Гаагско-Висбийские правила (1968 и 1979).
С образованием в 1967 году Юридического комитета Международной морской организации (ИМО) часть задач по гармонизации частного международного права, касающегося морского права, перешла от ММК к этому Комитету. Во многих случаях ММК впоследствии способствовал заключению договоров.
С участием ММК было подготовлено 30 проектов конвенций, из которых на международных конференциях были приняты:
- Брюссельская конвенция об унификации некоторых правил относительно столкновения судов 1910 года, 1910
- Брюссельская конвенция об унификации некоторых правил, касающихся помощи и спасания на море, 1910
- Коносамент (Гаагские правила), 1924
- Международная конвенция об унификации некоторых правил, касающихся ограничения ответственности владельцев морских судов, 1924
- Договор о государственных судах, 1926
- Договор о привилегиях судоходства, 1926
- Брюссельский договор об изъятии, 1952
- Конвенция о коллизионной юрисдикции (гражданские дела), 1952
- Конвенция о коллизионной юрисдикции (уголовные дела), 1952
- Договор об отступлении, 1957
- Конвенция об ограничении ответственности, 1957
- Конвенция о пассажирских перевозках, 1961
- Международная конвенция об ответственности операторов ядерных судов, 1962
- Протокол коносамента (Гаагско-Висбийские правила), 1968
- Протокол спасения, 1967
- Международный пакт о гражданской ответственности за ущерб от загрязнения нефтью (CLC), 1969
- Афинская конвенция о перевозке морем пассажиров и их багажа (PAL), 1974
- Конвенция об ограничении ответственности за морские претензии (LLMC), 1976
- Конвенция о спасении (SALVAGE), 1989
- Роттердамские правила, 2008

В последние годы организация занимается разработкой проектов конвенций по вопросам морского страхования, оговорок о коносаментах, о морском арбитраже, правовом статусе терминалов, судов в иностранных портах, регистрации судов, проблемами ускорения ратификации конвенций государствами. Организация занимается также изданием сборников международных конвенций по морскому праву, документов международного морского комитета и другой справочной литературы.